# N 06
Die N 06 (kyrillisch Н 06) ist eine Fernstraße „nationaler Bedeutung“ auf der ukrainischen Halbinsel Krim. Sie führt von Simferopol im Inneren der Halbinsel nach Sewastopol an der Schwarzmeerküste.

## Verlauf
| 0 km  | Simferopol       |
|       | Tschistenkoje    |
|       | Potschtowoje     |
|       | Bachtschyssaraj  |
| 46 km | Werchnessadowoje |
|       | Inkerman         |
| 83 km | Sewastopol       |